# Représentations diplomatiques à Chypre

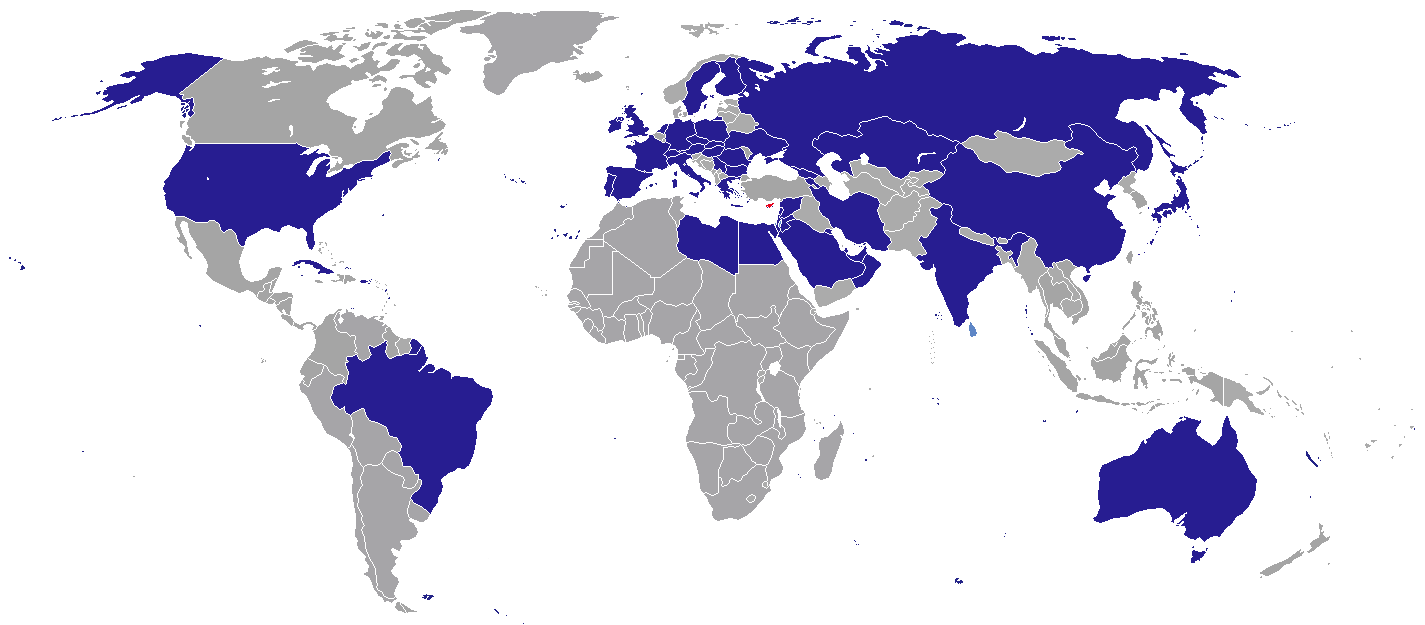
Carte des missions diplomatiques à Chypre

Les représentations diplomatiques à Chypre sont actuellement au nombre de 44. Il existe de nombreuses délégations et bureaux de représentations des organisations internationales et d'entités infranationales dans la capitale Nicosie.

## Ambassades à Nicosie
| - Australie - Autriche - Brésil - Bulgarie - Chine - Cuba - Tchéquie - Égypte - Finlande - France - Géorgie - Allemagne - Grèce - Vatican - Inde - Iran - Irlande - Israël - Italie - Japon - Jordanie - Koweït | - Liban - Libye - Pays-Bas - Oman - Palestine - Pologne - Portugal - Qatar - Roumanie - Russie - Arabie saoudite - Serbie - Slovaquie - Espagne - Suède - Suisse - Syrie - Ukraine - Émirats arabes unis - Royaume-Uni - États-Unis |

## Mission diplomatique
- Ordre souverain militaire et hospitalier de Saint-Jean de Jérusalem, de Rhodes et de Malte